# Operation Tungsten
Operation Tungsten war ein Luftschlag der britischen Royal Navy gegen das deutsche Schlachtschiff Tirpitz im Zweiten Weltkrieg. Am 3. April 1944 attackierten 120 Flugzeuge von sechs Flugzeugträgern im Nordmeer das Schiff in seiner Operationsbasis im Kåfjord in Norwegen. Parallel dazu stand eine Gruppe von Kampfschiffen bereit, um einen etwaigen Ausbruch der Tirpitz zu unterbinden.
Im Ergebnis gelang es nicht, trotz mehrerer Bombentreffer, das Schiff zu versenken. Jedoch wurde es schwer beschädigt und war für Monate nicht einsatzbereit.

## Hintergrund
Allein die Existenz der Tirpitz, einem von zwei Schlachtschiffen der Bismarck-Klasse, stellte für die Alliierten im Zweiten Weltkrieg eine nennenswerte Bedrohung dar. Zwar waren die Alliierten im Seekrieg von 1944 in einer deutlich besseren Gesamtsituation und eine grundsätzliche Gefahr ging eher von den deutschen U-Booten aus, allerdings bildeten auch die deutschen Schlachtschiffe mit ihrer massiven Panzerung und der immensen Kampfkraft ein erhebliches Störpotenzial. Im Verlauf der letzten Kriegsjahre hatten die Alliierten zunehmenden die Seehoheit errungen und zwangen die Einheiten der deutschen Kriegsmarine in Meeresteile, die von Land geschützt werden konnten. Für viele große Einheiten wie Kreuzer und Schlachtschiffe waren dies norwegische Fjorde, die, neben dem Faktor der Sicherheit, zusätzlich noch die Möglichkeit boten, Störaktionen gegen alliierte Nordmeergeleitzüge durchzuführen und auf der Gegenseite entsprechend starke Einheiten zum Schutz dieser banden. Diese Geleitzüge versorgten, aus den USA und Großbritannien kommend, die Sowjetunion mit kriegswichtigem Material.
Dieser Bedrohungslage entsprechend versuchten britische Flugzeuge bereits während der Bauzeit in Wilhelmshaven, das deutsche Schlachtschiff auszuschalten. Bis 1942/43 kam es jedoch zu keinen nennenswerten Erfolgen. Gründe dafür waren die ausgezeichnete Panzerung der Tirpitz sowie die bis in diese Zeit noch starke deutsche Luftabwehr.
In der Folge erklärte 1942 der britische Premierminister Winston Churchill es zur wichtigsten Aufgabe der Royal Navy, die Tirpitz zu versenken. Da Luftangriffe bis dato noch nicht den gewünschten Erfolg gebracht hatten, griffen die Briten auf unkonventionelle Methoden zurück. So wurde Ende 1942 ein scheinbar harmloser, gesunkener Fischkutter im Eingang des Trondheimfjords, dem damaligen Zugang zum Liegeplatz der Tirpitz im Fættenfjord, geborgen. Bei dessen genauerer Untersuchung sich heraus stellte, dass er ursprünglich zwei Torpedos an Außenleinen mitgeschleppt hatte. Nachdem diese aufgrund Unwetters verloren gegangen waren, hatte die Besatzung, ein britisch-norwegisches Kommando, den Kutter versenkt (Operation Title).
Im September 1943 gelang es mit der Operation Source erneut nicht, das Schiff zu versenken. Ziel dieser Operation war es, diesmal mit Kleinst-U-Booten jeweils knapp zwei Tonnen schwere, zeitgezündete Minen unter der Tirpitz zu platzieren. Im Ergebnis wurden die U-Boote zwar entdeckt, aber die Minen waren bereits platziert und die Zeit reichte nicht mehr, um die Tirpitz aus dem Gefahrenbereich zu bringen. Die folgende Detonation beschädigte neben dem Rumpf und den inneren Strukturen auch die Maschinen. Hauptsächlich, weil die Bewegungsenergie der Explosion diese auf ihren Fundamenten verschoben, so dass die Tirpitz bis März 1944 nicht mehr fahrbereit war. Zur Wiederherstellung der vollen Kampfkraft des Schlachtschiffes wurden in der Folge mehr als 400 Werftarbeiter von deutschen Werften (vor allem aus Kiel) und mehrere Arbeitsschiffe nach Norwegen beordert, wo sie unter Hochdruck die Instandsetzungsarbeiten durchführten.
Als 1944 die Landung in der Normandie bevorstand und Agenten den bevorstehenden Abschluss der Reparaturarbeiten an der Tirpitz meldeten, forderte Churchill erneut die Vernichtung des Schlachtschiffs. Es sollte keine Chance erhalten, die Invasionsflotte anzugreifen oder Kriegsschiffe zum Schutz der Geleitzüge zu binden, die anderswo gebraucht würden.

## Vorbereitung

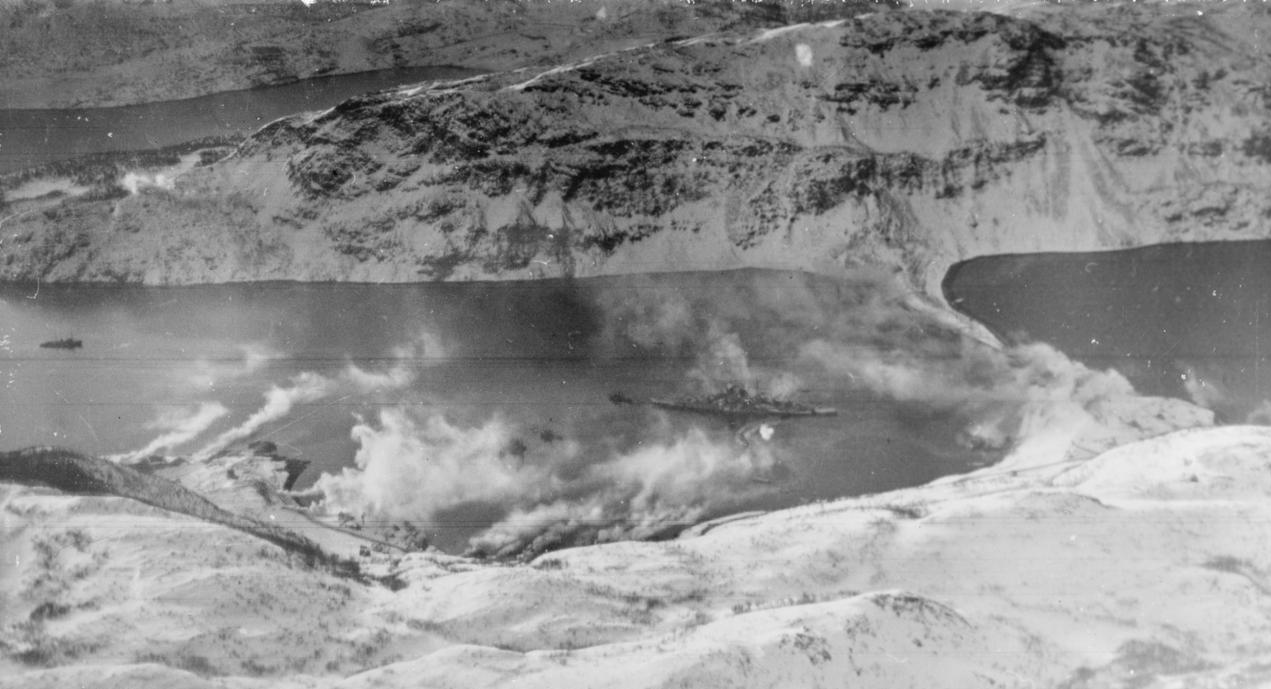
Luftbild der Aufklärung mit der Tirpitz umgeben von künstlichem Nebel im Kåfjord

Die Optionen für einen erneuten Angriff auf die Tirpitz waren limitiert. Wie abgefangene Nachrichten und Agenten vor Ort deutlich machten, wurden die Schutzmaßnahmen gegen einen Unterwasserangriff nach dem ersten Versuch aus dem September 1943 deutlich verbessert.
Ebenso lehnte das Oberkommando der Bomberflotte der Royal Air Force unter Air Chief Marshal Sir Arthur Harris einen Einsatz schwerer Langstreckenbomber ab, vor dem Hintergrund, dass Kåfjord außerhalb der effektiven Reichweite seiner Maschinen lag und die Luftabwehrbewaffnung des Gebietes unverhältnismäßig viele Opfer kosten würde. Nachdem diese beiden Optionen ausgeschlossen waren, wurde die Aufgabe den Flugzeugträgern der Royal Navy zugewiesen.
Die Planungen für den Angriff begannen im Dezember 1943. Vizeadmiral Bruce Fraser, der Kommandant der für die Aktion zuständigen Home Fleet, war nicht sonderlich optimistisch bezüglich der Ergebnisse des Vorhabens und musste vehement überzeugt werden, unter anderem vom Chef des Admiralstabs und First Sea Lord Sir Andrew Cunningham. Fraser übertrug danach die Planung und Leitung der Operation seinem ersten Stellvertreter, Vizeadmiral Sir Henry Ruthven Moore.
Der originärer Name der Operation war „Thrustful“ (z. Dt. in etwa „Stoßmächtig“) und die Ausführung wurde für Mitte März 1944 avisiert, kurz bevor die Reparaturen an der Tirpitz hätten abgeschlossen sein sollen. Da aber einer der beteiligten Träger, die Victorious, noch zur Ausstattung mit neuen Radaren in der Werft lag, wurde die Operation um zwei Wochen verschoben und in „Operation Tungsten“ (z. Dt. Wolfram) umbenannt.
Im Zentrum der Aktion waren zwei Angriffswellen mit je 21 Fairey-Barracuda-Sturzkampfbombern vorgesehen. Begleitet von 40 Kampfflugzeugen, bestehend aus Jägern vom Typ Vought F4U Corsair sowie Maschinen der Typen Grumman F4F Wildcat und F6F Hellcat, um gegen etwaige deutsche Flugzeuge und die Flakstellungen am Boden im Tiefflug vor zu gehen. Neun der Barracudas wurden mit neu entwickelten, panzerbrechenden 1600 Pfund (730 kg) Bomben ausgerüstet. In der Hoffnung, diese würden aus – 1100 m Höhe oder mehr abgeworfen – die Deckpanzerung des Schiffes durchschlagen. Darüber hinaus wurde von deutscher Seite berichtet, dass die Flugzeuge der ersten Welle entgegen den Regeln der Haager Landkriegsordnung mit deutschen Hoheitszeichen in Form von Balkenkreuzen und gelben Flügelspitzen versehen wurden, mutmaßlich um die Reaktion der Luftabwehr zu reduzieren und wahrscheinlich auch, um eine vorzeitige Entdeckung durch Beobachter am Boden während des Anfluges zu unterbinden.
Für das Training der Mission entschied man sich für die Gegend um Loch Eriboll aufgrund der vergleichbaren Landschaft und operierte vom Luftwaffenstützpunkt Hatston aus. Ab Februar 1944 eigneten sich hier die zum Teil noch unerfahrenen Flugzeugbesatzungen Taktiken im Umgang mit Gelände und Luftabwehrstellungen an.
Die finale Entscheidung zur Ausführung der Mission fiel Mitte März 1944. Am 21. März warnte der britische Geheimdienst die Admiralität, dass aufgrund der zunehmenden Erfolge der Roten Armee von deutscher Seite der Druck auf die Nordmeergeleitzüge erhöht werden sollte, um so den Nachschub zu reduzieren. Im Ergebnis wurde Bruce Fraser (der zwischenzeitlich zum Admiral befördert wurden war) angewiesen, den nächsten Geleitzug – JW 58 – mit Schlachtschiffen zu schützen. Ebenso implizierten entschlüsselte Funksprüche der Deutschen, dass die Tirpitz am 1. April mit Abschluss der Reparaturen erste Testfahrten unternehmen sollte. Damit fiel die Ausführung der Operation Tungsten mit der Passage von JW 58 zusammen, und die britische Admiralität konnte hoffen, dass etwaige von den Deutschen entdeckte Schiffe lediglich dessen Eskorte zugerechnet werden würden. Als endgültiger Ausführungstag für die Operation wurde der 4. April festgelegt.

## Beteiligte Kräfte

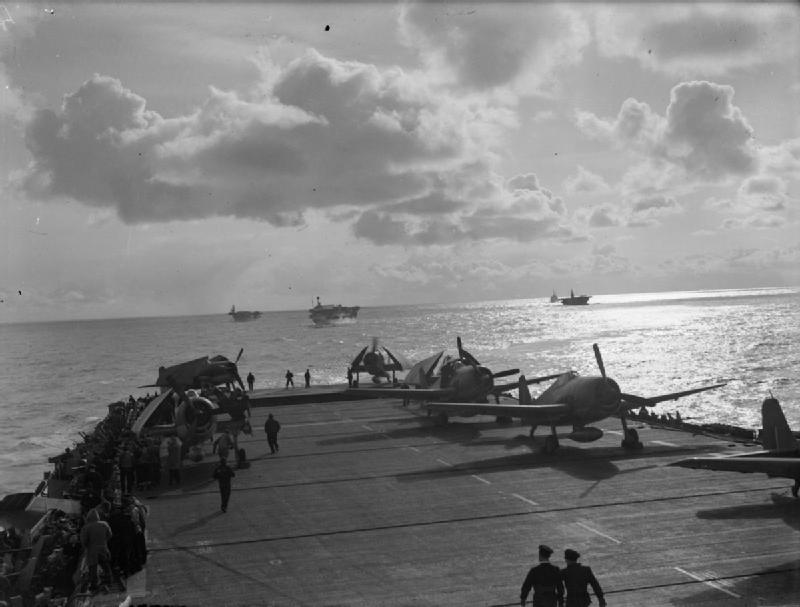
Hellcats auf der Emperor mit weiteren Kriegsschiffen im Hintergrund, u. a. der Jamaica

Die Kräfte der Royal Navy wurden in zwei Gruppen aufgeteilt. Force 1, kommandiert von Fraser, hatte die Aufgabe den Konvoi JW 58 zu schützen und im Falle eines unerwarteten, vorzeitigen Auslaufens der Tirpitz dieser entgegenzugehen. Die Gruppe bestand aus den Schlachtschiffen Duke of York und Anson, dem Träger Victorious, dem Kreuzer Belfast und sechs Zerstörern (Marne, Matchless, Meteor, Milne, Ursa und Undaunted).
Force 2 unter dem Befehl von Vizeadmiral Arthur La Touche Bisset bestand aus dem Träger Furious, den vier Begleitträgern Emperor, Fencer, Pursuer und Searcher. Begleitet von den drei Kreuzern Royalist, Jamaica und Sheffield, sowie zehn Zerstörern (Onslaught, Wakeful, Vigilant, Verulam, Virago, Swift, Javelin, Algonquin, Sioux und Piorun) und zwei Tankern (Blue- und Brown Ranger).
An Luftstreitkräften standen auf den sechs Trägern bereit: 48 F4F Wildcat, 20 F6F Hellcat, 42 Barracuda, 28 F4U Corsair, 18 Seafire und 12 Swordfish.
Der Ankerplatz der Tirpitz war von den Deutschen mit Flakbatterien und Jägern gesichert, wenngleich letztgenannte zum Kriegsende hin auch sehr unter Treibstoffmangel litten. Unter den Flakstellungen befanden sich vier Batterien schwerer Flak und sieben Batterien kleinkalibriger Geschütze. Zudem umgaben das Schiff in der Regel kleinere Luftabwehrboote sowie fünf Zerstörer. Das Schlachtschiff selber war mit 68 Flakgeschützen ausgestattet und konnte von umliegenden Installationen mit künstlichem Nebel getarnt werden.

## Verlauf
Der zeitgleich mit Operation Tungsten ablaufende Geleitzug JW 58 startete am 27. März 1944 von Loch Ewe. Force 1 als dessen Deckung folgte am 30. März von Scapa Flow bei den Orkney-Inseln aus. Force 2 startete am Abend des gleichen Tages. Ebenfalls am 30. März entdeckte die deutsche Luftaufklärung den langsameren, aber noch vorausfahrenden Konvoi und die in der Norwegischen See operierenden U-Boote wurden umgehend auf Abfangkurs dirigiert. Da die Aufklärungsflugzeuge nach der Entdeckung der Frachtschiffe keine weiträumigere Erkundung mehr durchführten, blieben den Deutschen die umfangreichen weiteren Verbände der Royal Navy verborgen. Insgesamt attackierten in den folgenden Tagen 17 deutsche U-Boote JW 58, wovon vier den Angriff nicht überstanden. Dabei wurden jedoch keine nennenswerten Erfolge erzielt und der Geleitzug erreichte am 6. April sein Ziel, die Kola-Bucht bei Murmansk.
Admiral Fraser entschied sich am 1. April dazu, den Angriff auf die Tirpitz um 24 Stunden vorzuziehen. Entschlüsselte deutsche Funksprüche hatten nahegelegt, dass sich die Testfahrten des Schlachtschiffs bis zum 3. April verzögerten und Fraser hoffte, die Tirpitz außerhalb ihres geschützten Ankerplatzes anzutreffen. Zudem war das Wetter für die Jahreszeit ungewöhnlich gut und Force 1 wurde nach der Abwehr der U-Boote als Schutz des Geleitzugs nicht mehr zwingend benötigt.
Die beiden Tanker und zwei begleitende Zerstörer wurden umgehend als Versorgungsposten 480 km nordwestlich von Kåfjord positioniert. Der Rest von Force 2 änderte den Kurs, um sich mit Force 1 zu verschmelzen. Nachdem dies gegen 16:20 Uhr am 2. April geschehen war, setzten sich die HMS Duke of York mit Fraser an Bord, begleitet von zwei Zerstörern, nach Nordwesten ab, um gegebenenfalls die auslaufende Tirpitz abfangen zu können. Der Rest der Flotte bezog den Startpunkt der Luftoperation.
Die Flugzeugbesatzungen wurden am 3. April 1944 um 1:15 Uhr geweckt und durchliefen ein letztes Briefing. Gegen 4:00 Uhr wurden die Flugzeuge bemannt und eine viertel Stunde später begannen die Starts bei idealen Wetterbedingungen. 4:37 Uhr war die erste Welle in der Luft und weitere 25 Maschinen vom Typ Wildcat und Seafire starteten, um Patrouille um die Träger zu fliegen, für den Fall eines deutschen Gegenangriffs. Ebenso stiegen die neun mitgeführten Torpedobomber vom Typ Swordfish auf und suchten nach etwaigen deutschen U-Booten. Zu diesem Zeitpunkt befand sich die Flotte circa 190 km von Kåfjord entfernt und war bisher der Entdeckung durch den Gegner entgangen. Die Flugzeuge absolvierten die Strecke zur norwegischen Küste im Tiefflug, um nicht vom deutschen Radar detektiert zu werden. Erst 32 km vor dem Ziel stiegen die Angreifer dann auf 2100 m Höhe. Gegen 5:08 Uhr überflog die erste Welle die Küstenlinie. Obwohl die Flugzeuge zu diesem Zeitpunkt auf Höhe waren und damit auch auf den Radarschirmen der deutschen Luftraumüberwachung auftauchten, wurde die Tirpitz nicht gewarnt. Zum Zeitpunkt des Angriffs der ersten Welle befand sich das Schlachtschiff gerade in der Vorbereitung für die Testfahrten und die Besatzung war mit dem Losmachen beschäftigt. Die fünf Zerstörer, die das Schiff normalerweise begleitete, waren sogar bereits in Richtung Stjernsundet ausgelaufen.

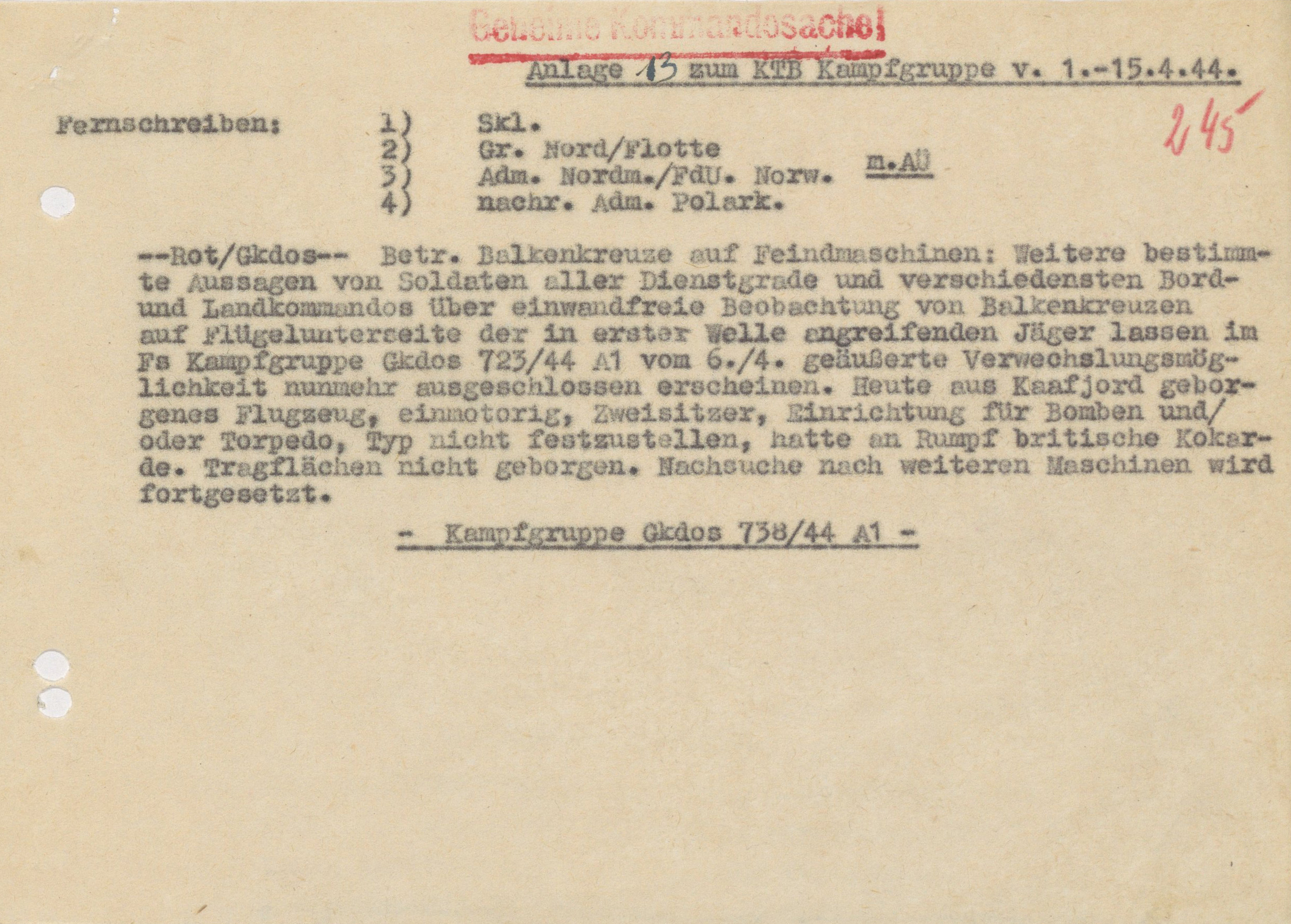
Kriegstagebuch der Tirpitz zur Verwendung falscher Hoheitszeichen

Wie geplant gingen die Hell- und Wildcatflugzeuge im Tiefflug gegen die Flakgeschütze vor und verursachten schweren Schaden an Mensch und Material. Für die Verteidiger kamen dabei zusätzlich zum Überraschungsmoment zwei Umstände erschwerend hinzu: Zum einen waren wie Eingangs beschrieben nach Aussagen der deutschen Flakbesatzungen und einiger Offiziere an den britischen Maschinen Hoheitszeichen der deutschen Luftwaffe in Form von Balkenkreuzen und gelben Flügelspitzen angebracht, welche eine Freund-Feind-Erkennung erschwerten; Zum anderen wurde bereits mit der ersten Welle das Luftabwehr-Feuerleitkontrollzentrum des Schiffes außer Gefecht gesetzt und der Kapitän der Tirpitz – Hans Karl Meyer – verwundet. Das Kommando übernahm in der Folge der Nachrichtenoffizier Hugo Heydal. Kurz nach den Tieffliegern folgten die Barracudas mit ihrem Bombenangriff. Drei 500-Pfund- und drei panzerbrechende 1600-Pfund-Bomben trafen in kurzer Folge das Schiff, konnten aber die Panzerung nicht durchschlagen. Insgesamt wurden mit der ersten Welle mindestens zehn Bombentreffer auf dem Schiff erzielt und die Angreifer machten sich auf den Rückweg. Die Flugzeuge der ersten Welle kehrten ab 6:19 Uhr auf die Träger zurück und die letzte Maschine der Welle landete um 6:42 Uhr.
Die Flugzeuge der zweiten Welle starteten ab 5:25 Uhr, wobei eine der Barracudas kurz nach dem Start abstürzte und die drei Besatzungsmitglieder in den Tod riss. Ein weiteres Flugzeug musste den Start wegen eines Motorproblemes abbrechen. 5:37 Uhr waren die verbliebenen Flugzeuge alle in der Luft und gingen auf Kurs in Richtung Tirpitz.
Die zweite Welle erreichte die Tirpitz gegen 6:00 Uhr und verlief analog zur ersten. Lediglich waren jetzt die Flakbesatzungen gewarnt und auf Position. Ebenfalls liefen nun die Nebelwerfer und versuchten, mit begrenztem Erfolg, das Schiff zu verschleiern, nahmen damit aber auch gleichzeitig der eigenen Seite die Sicht auf die britischen Flugzeuge. Mit dem Entfall einiger Ziele für die Tiefflieger durch den Nebel begannen diese in der Folge damit, auch andere Schiffe im Fjord und eine nahe gelegene Funkstation anzugreifen. Von den Bomben der Barracudas aus der zweiten Welle trafen vier 500-Pfund-Bomben und eine der 1600-Pfünder, bevor auch diese sich auf den Rückweg machten. Die überlebenden Maschinen der zweiten Welle erreichten ab 7:20 Uhr ihren Startpunkt und 7:58 Uhr landete das letzte Flugzeug. Eine beschädigte Hellcat musste neben dem kanadischen Zerstörer Algonquin notwassern und einer der Corsair-Jäger verunfallte bei der Landung. Beide Piloten überlebten.

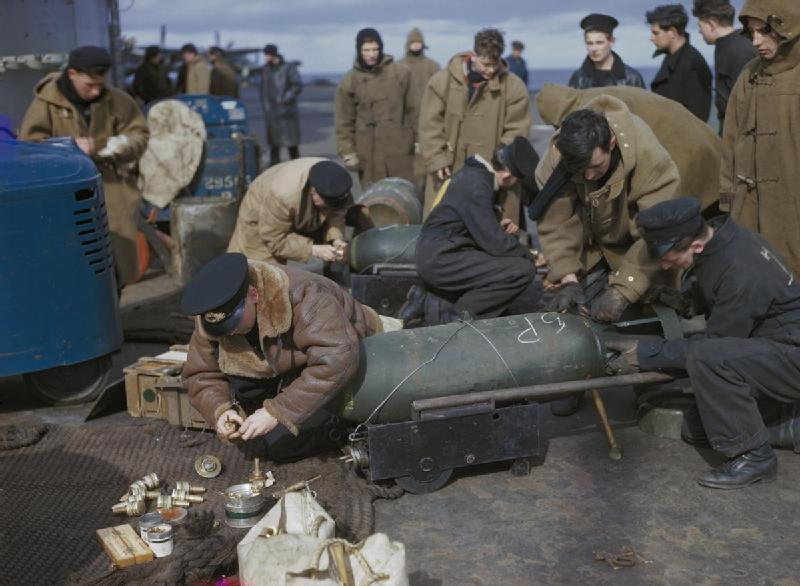
Die Deckbesatzung der Victorious stellt im Vorfeld auf den Angriff Bomben scharf, 3. April 1944
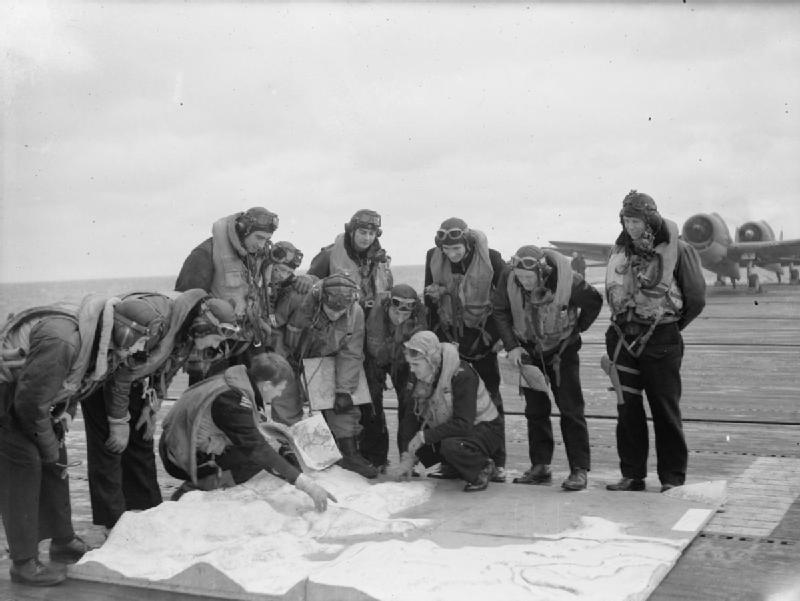
Hellcat-Piloten studieren auf der HMS Emperor ein Modell der Tirpitz und des Altenfjords
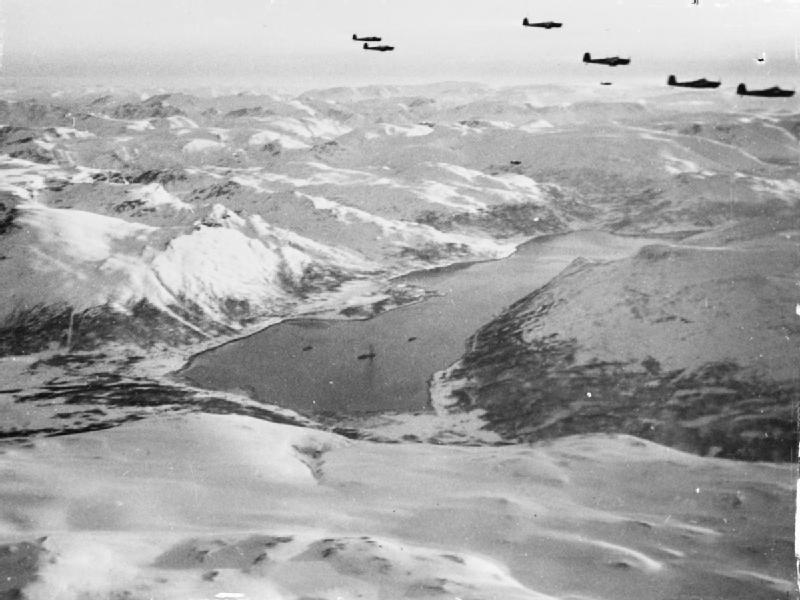
Maschinen vom Typ Barracuda im Endanflug auf die Tirpitz
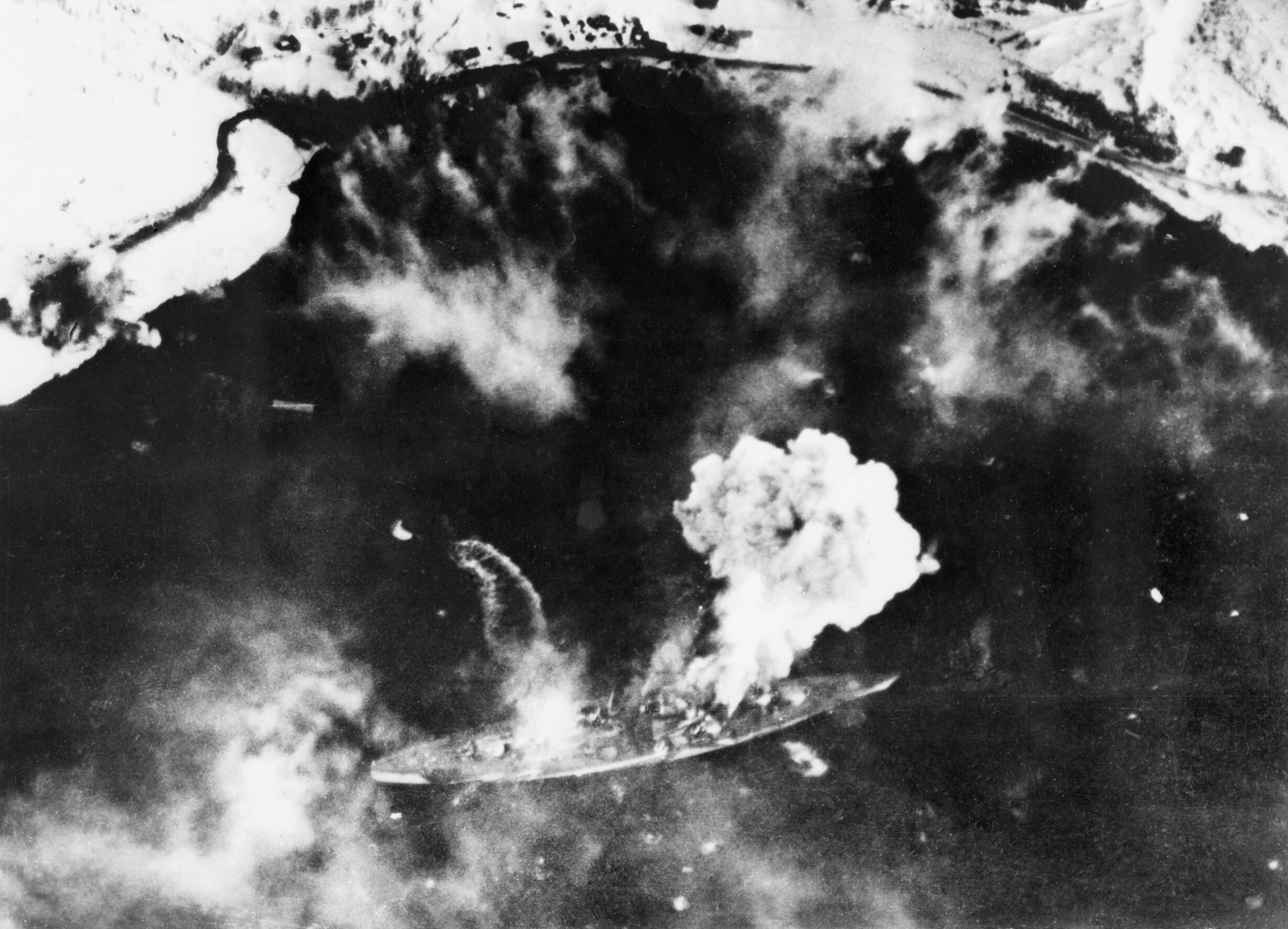
Luftaufnahme während der ersten Welle

## Auswirkungen

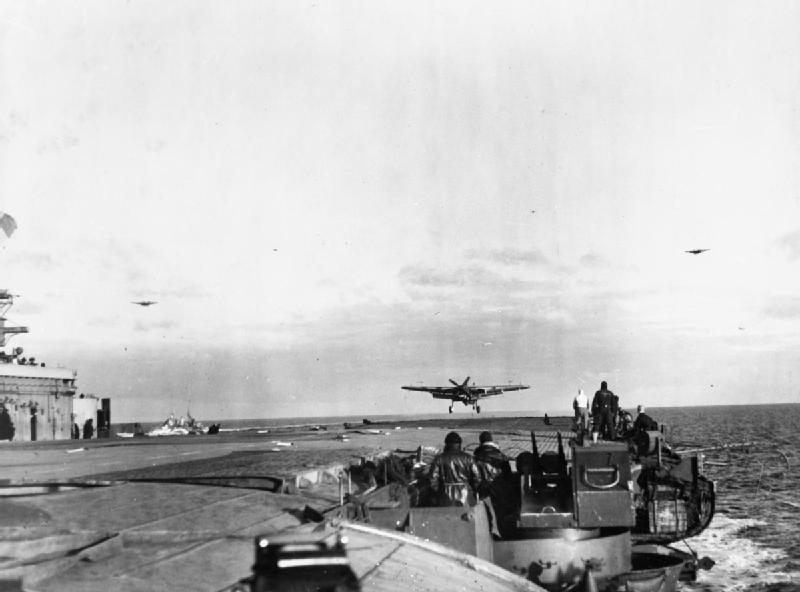
Eine zurückkehrende Barracuda im Landeanflug auf die Victorious

Im Ergebnis wurden auf alliierter Seite vier Flugzeuge verloren und es starben dabei neun Besatzungsmitglieder. Auf deutscher Seite waren 123 Tote zu verzeichnen und es wurden 329 Mann verwundet. Die Tirpitz und fünf weitere Einheiten (vier Patrouillenboote und ein Reparaturschiff) wurden beschädigt. Die meisten der Opfer waren Teil der Flakbesatzung und repräsentierten quantitativ knapp 15 % der Gesamtbesatzung.
Zwei Bombentreffer nahe dem Schiff verursachten Flutungen. Jedoch gelang es keiner der insgesamt 15 treffenden Bomben die Panzerung zu durchschlagen und so blieben Hauptbewaffnung, Magazine und die Maschinenanlagen ohne ernsthafte Beschädigung. Der meiste Schaden wurde an den Aufbauten angerichtet. So waren an Steuerbord der Flugzeugkatapult und der Bergekran zerstört, ebenso wie die beiden Wasserflugzeuge des Schiffs und Turm Nr. 2 der 150-mm-Mittelartillerie. Auf der Gegenseite war der 150-mm-Turm Nr. 3 schwer beschädigt. Ebenso wurden die Offiziersmesse, die Hauptküche und eine der Turbinen beschädigt. Der Schornstein wurde mitsamt der Kamine von Schrapnellen schwer getroffen. Insgesamt wurde die Tirpitz zwar nicht versenkt, wie aber ein deutscher Bericht sechs Tage nach dem Angriff feststellte, sollte es Monate dauern, bis die Schäden behoben und das Schiff wieder einsatzbereit wäre.
Von organisatorischer Seite war die Operation ein Erfolg, wie Stephen Roskill – der offizielle Historiker der Royal Navy für den Zweiten Weltkrieg – im Nachgang feststellte: „[…] beautifully co-ordinated and fearlessly executed“. (Übersetzt: „Wunderschön koordiniert und furchtlos ausgeführt“.) Lediglich die Leistung der panzerbrechenden Bomben wurde als unzureichend bewertet. Zum Teil auch, weil die Piloten diese erst unterhalb der vorgegebenen Höhe von 1100 m ausklinkten, um die Treffgenauigkeit zu erhöhen, den Bomben damit aber die kinetische Energie zum Durchschlagen der Panzerung raubten.

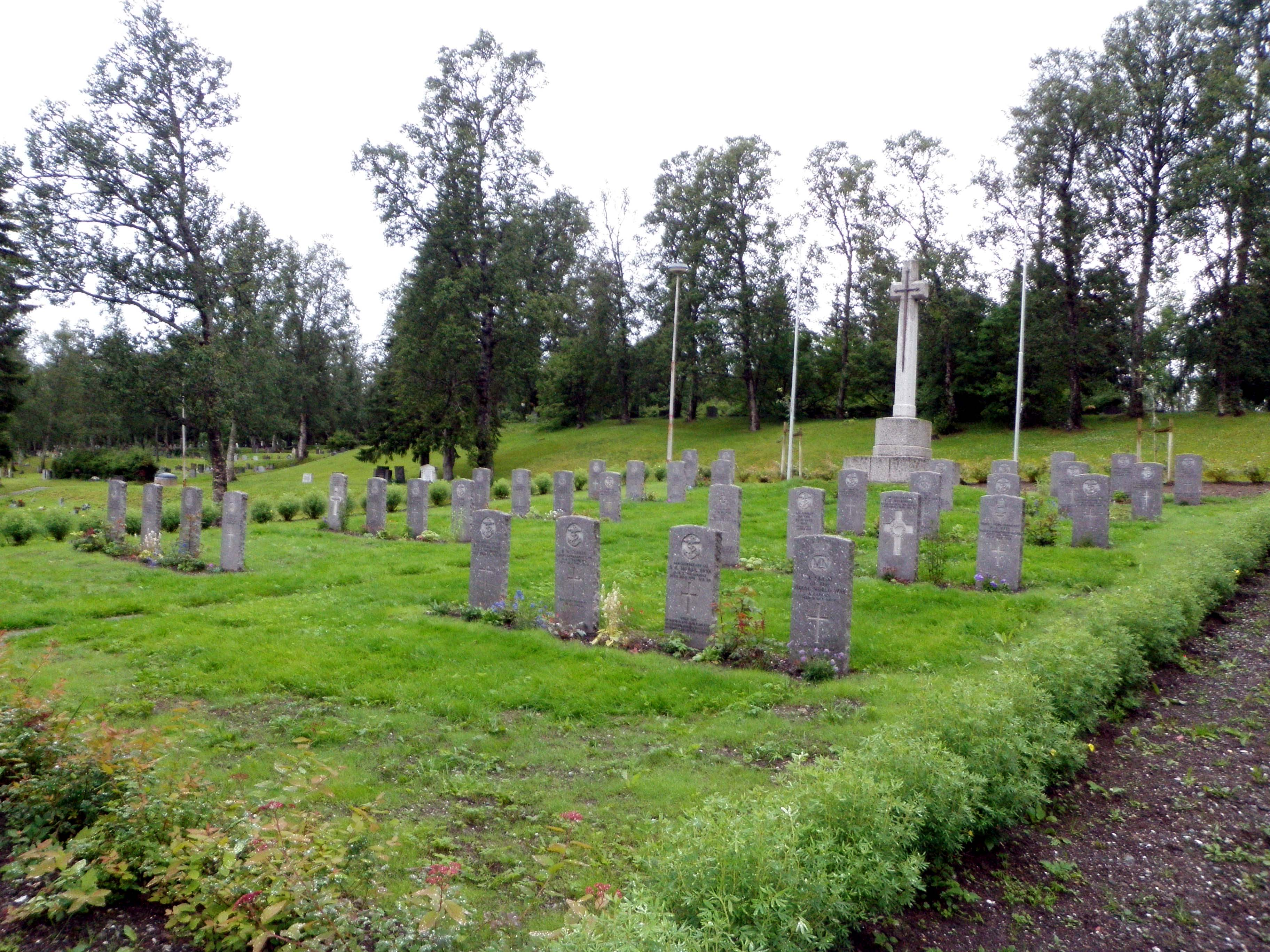
Fünf der britischen Flugzeugbesatzungsmitglieder, die während des Angriffs ihr Leben ließen, wurden auf dem Hauptfriedhof von Tromsø begraben

Auf deutscher Seite verfügte Großadmiral Karl Dönitz, seinerzeit Oberkommandierender der deutschen Marine, dass die Tirpitz wieder instand gesetzt werden sollte. Auch wenn das Schlachtschiff wegen der allgemeinen Kriegslage und der fehlenden Lufthoheit nicht mehr in der Lage war, gegen die alliierten Geleitzüge vor zu gehen, sollte die Bedrohung bestehen bleiben und mit dieser die Bindung von Kräften der Royal Navy im Nordmeer. So begannen die Reparaturarbeiten im Mai 1944 und die Tirpitz stand wieder unter dem Dampf ihrer eigenen Maschinen ab dem 2. Juni. Bis Mitte Juli wurden die Arbeiten abgeschlossen. Parallel wurde die Flakbewaffnung auf und um das Schiff herum verbessert und weitere Radarstationen sowie Nebelwerfer eingerichtet.
Die Royal Navy plante bereits für den 24. April einen erneuten Angriff auf die Tirpitz (Operation Planet), der aber am schlechten Wetter scheiterte. Zwei weitere Angriffsversuche am 15. und 28. Mai 1944 (Operation Brawn und Operation Tiger Claw) ereilte das gleiche Schicksal, und erst mit Operation Mascot fand am 17. Juli wieder ein Angriff auf das Schlachtschiff statt. Bei diesem aber wurden aufgrund einer massiven Nebelwand keine Treffer erzielt. Nachdem auch bei Angriffen am 22. und 29. August (Operation Goodwood) keine Erfolge erzielt werden konnten, wurde letztlich die Aufgabe der Zerstörung der Tirpitz doch an das Oberkommando der Bomberflotte der Royal Air Force übergeben. Diesem gelang es dann, mit Angriffen am 15. September, am 29. Oktober und am 12. November 1944 sowie unter Nutzung neu entwickelter überschwerer Bomben vom Typ Tallboy, das Schiff zu vernichten.